# Konsumkompetenz
Unter Konsumkompetenz wird allgemein das Wissen und die Fähigkeit verstanden, die einem Konsumenten vor oder während eines Kaufprozesses dabei helfen, die einzelnen Schritte des Kaufprozesses so zu gestalten, dass für den Konsumenten eine „günstige“ Ausgangssituation eintritt. Eine einheitliche Definition zum Begriff der Konsumkompetenz hat sich derzeit noch nicht durchgesetzt. 

## Der Begriff Konsumkompetenz in verschiedenen Disziplinen
Der Begriff Konsumkompetenz wird u. a. von Marketingforschung verwendet. Diese ist besonders daran interessiert, das Wissen von Konsumenten über bestimmte Güter zu analysieren, und fragt, inwieweit dieses Wissen das Verhalten der Konsumenten beeinflusst. Hierbei geht es oft um das Wissen über bestimmte Produkteigenschaften.
Der Begriff Konsumkompetenz taucht aber auch im Rahmen der Verbraucherbildung und ökonomischen Bildung auf. Dort versteht man unter einem kompetenten Konsumenten jemanden, der u. a. seine Bedürfnisse reflektiert, sich ausreichend informiert, nicht allen Werbeversprechen blind vertraut und für sich „weise“ Entscheidungen fällt. 